# Parkmuseerne
Parkmuseerne er et samarbejde mellem seks københavnske museer, der fysisk ligger i eller omkring Østre Anlæg og Kongens Have. Samarbejdet blev indledt i 2013 og ledes af et sekretariat under Statens Museum for Kunst. Samarbejdet er finansieret af de seks kulturinstitutioner, der hver især betaler et indskud til fælles drift og projekter. I årenes løb har samarbejdet blandt andet udmøntet sig i den udendørs event Park Life, lydinstallationen Talende Træer Arkiveret 27. juni 2018 hos  Wayback Machine i Kongens Have, i et stort, fælles udstillingstema om Blomster samt foredragsrækken Ansigt til ansigt. Alle tiders portrætter. 
Parkmuseerne tilbyder desuden en samlet billet, som giver adgang til museernes faste udstillinger og særudstillinger.
Cinemateket udtrådte af samarbejdet pr 1.1.2019 samtidig med at Arbejdermuseet indtrådte.
- Museerne
  - Arbejdermuseet (indtrådt 1.1.2019)
  - Davids Samling
  - Den Hirschsprungske Samling
  - Rosenborg Slot
  - Statens Naturhistoriske Museum
  - Statens Museum for Kunst
- Parkerne
  - Kongens Have
  - Botanisk Have
  - Østre Anlæg

Tilsammen rummer de seks kulturinstitutioner:
- Kronjuvelerne (Rosenborg)
- Et stort antal værker af den danske maler Vilhelm Hammershøi (Statens Museum for Kunst, Den Hirschsprungske Samling og Davids Samling)
- Palmehuset (Botanisk Have)
- Dansk og international kunst fra 1300-tallet og op til i dag
- Europæisk og islamisk kunsthåndværk og interiør fra 1600-, 1700- og 1800-tallet
- Botanisk samling af planter fra hele verden
- Naturhistorisk samling af meteoritter, mineraler og fosiler
- Kulturhistorisk samling om arbejdernes hverdags- og arbejdsliv samt arbejdsbevægelsens historie fra 1870 til i dag.

## Historie
Initiativet til at etablere Parkmuseerne kom fra ledelsen på de seks kulturinstitutioner. Parkmuseerne omtales allerede i 2011, i forbindelse med arkitektkonkurrencen om den nye museumshave foran Statens Museum for Kunst, jævnfør programmet så er:
| Citat | Visionen er at gøre Parkmuseerne til et internationalt anerkendt museumskvarter på linje med Museumsinsel (Berlin), Museumsufer (Frankfurt), Museum Mile (New York), MuseumsQuartier (Wien) og Museumsplein (Amsterdam). | Citat |
|       | |       |

Parkmuseerne blev indviet den 18. marts 2013 med taler af bl.a. overborgmester Frank Jensen og Mechtild Kronenberg fra Museumsinsel, Berlin. Samarbejdet er sponsoreret af Arbejdsmarkedets Feriefond, C.L. Davids Fond og Samling og Bain & Company.
Det første fælles udstillingsteam var blomster i 2013. Udover en række udstillinger på de enkelte parkmuseer, så afholdtes der Park Life ud fra samme tema. For Statens Museum for kunst var arbejdet afslutningen på et flerårigt konserverings- og forskningsarbejde.
Park Life afholdtes for anden gang den 24. maj 2014, hvor temaet var historiske spil, bl.a. Pall Mall og Triolektisk fodbold. Parkmuseerne ansøgte Københavns Kommunes Fritidsudvalg om støtte til projektet men blev afvist.

## Samlinger og fællesbillet
De samarbejdende museer indeholder en lang række samlinger og afdelinger. Til de afdelinger som ordinært opkræver entré kan der købes en fællesbillet som giver indehaveren adgang til ét besøg på hver samling indenfor et år.
| Museum                         | Samling / Afdeling                                        | Med fællesbillet              | Almen adgang             | Note                                          |
| ------------------------------ | --------------------------------------------------------- | ----------------------------- | ------------------------ | --------------------------------------------- |
| Arbejdermuseet                 | Arbejdernes Bibliotek og Arkiv                            | Inkluderet                    |                          |                                               |
| Arbejdermuseet                 | Kulturhistorisk samling af genstande, kunst og arkivalier | Inkluderet                    |                          |                                               |
| Davids Samling*                | Islamisk kunst                                            |                               | Fri entré                |                                               |
| Davids Samling*                | Ældre europæisk samling                                   |                               | Fri entré                |                                               |
| Davids Samling*                | Nyere dansk samling                                       |                               | Fri entré                |                                               |
| Cinemateket                    | Biograf                                                   | Billet til én filmforevisning |                          |                                               |
| Cinemateket                    | Biblioteket                                               |                               | Fri entré                | Udtrådt af Parkmuseerne pr 1.1.2019           |
| Cinemateket                    | Billed- og Plakatarkivet                                  |                               | Fri entré                | Udtrådt af Parkmuseerne pr 1.1.2019           |
| Den Hirschsprungske Samling    | Dansk kunst i 1800-tallet                                 | Inkluderet                    |                          |                                               |
| Rosenborg Slot                 | De Danske Kongers Kronologiske Samling                    | Inkluderet                    |                          |                                               |
| Rosenborg Slot                 | Rundtur i slottet                                         |                               |                          | Kun efter aftale, med betalt guide            |
| Statens Museum for Kunst       | Europæisk Kunst 1300-1800                                 | Inkluderet                    |                          |                                               |
| Statens Museum for Kunst       | Dansk og Nordisk Kunst 1750-1900                          | Inkluderet                    |                          |                                               |
| Statens Museum for Kunst       | Dansk og International Kunst efter 1900                   | Inkluderet                    |                          |                                               |
| Statens Museum for Kunst       | Fransk Kunst 1900-1930                                    | Inkluderet                    |                          |                                               |
| Statens Museum for Kunst       | Kobberstiksamlingen                                       | Inkluderet                    |                          |                                               |
| Statens Museum for Kunst       | Afstøbningssamlingen                                      | Inkluderet                    | Beliggende i Toldbodgade |                                               |
| Statens Museum for Kunst       | Specialudstillinger                                       | Entré til én udstilling       |                          |                                               |
| Statens Naturhistoriske Museum | Geologisk Museum                                          | Inkluderet                    |                          |                                               |
| Statens Naturhistoriske Museum | Botanisk Have                                             |                               | Fri entré                |                                               |
| Statens Naturhistoriske Museum | Zoologisk Museum                                          |                               |                          | Beliggende i Universitetsparken Separat entré |
| Statens Naturhistoriske Museum | Botanisk Museum                                           |                               |                          | Ikke åbent for offentligheden                 |

* - Fællesbilleten giver rabat ved køb i museets shop.

## Ekstern henvisning og noter

### Henvisning
- Parkmuseernes fælles hjemmeside